# 온프몬
온프몬(OnfMon)은 Online Professional Monetization의 약자로, 온라인 수익화 정보를 제공하는 블로그형 웹사이트이다. 2024년 6월에 창립된 온프몬은 구글 애드센스, 구글 애즈, 블로그 운영, SEO, 온라인 수익화 도구 등을 다루며, 독자들이 쉽게 따라할 수 있는 실질적인 가이드를 제공한다.

## 역사
온프몬은 창작자(크리에이터)들이 광고 및 수익화 관련 정보를 보다 체계적으로 이해하고 실행할 수 있도록 돕기 위해 설립되었다. 설립 초기에는 구글 애드센스 승인 절차와 최적화에 초점을 맞춘 콘텐츠를 제공하였으나, 점차 구글 애즈 및 다양한 블로그 플랫폼에 대한 정보로 주제를 확장했다. 이후 SEO와 수익화 도구를 포함하여 보다 광범위한 온라인 수익화 전략을 다루고 있다.

## 제공 서비스
온프몬은 구글 애드센스를 효과적으로 활용할 수 있도록 승인 절차와 승인율을 높이는 방법을 안내한다. 사용자는 애드센스 광고의 개념과 유형을 이해하고, 광고 배치와 최적화 설정을 통해 수익을 극대화하는 전략을 배울 수 있다.
또한 구글 애즈와 관련된 기본 개념부터 광고 캠페인 설정 및 집행 방법까지 단계별로 상세히 설명한다. 효율적인 키워드 선정과 타겟팅 전략, 그리고 광고 성과를 극대화할 수 있는 실질적인 팁을 제공하여 초보자와 전문가 모두에게 유용한 정보를 제공한다.
온프몬은 워드프레스, 티스토리, 블로그스팟 등 다양한 블로그 플랫폼을 활용한 수익화 전략을 제안한다. 각 플랫폼의 장단점을 분석하고, SEO를 통한 트래픽 증가 방법과 광고 수익 모델을 통해 블로그 운영의 실질적인 가이드를 제공한다.
다음으로 구글 키워드 플래너, 매니챗과 같은 수익화 도구를 효과적으로 사용하는 방법을 소개한다. 키워드 분석과 마케팅 자동화 사례를 통해 사용자가 온라인에서 수익을 창출할 수 있는 실질적인 도구 활용법을 제공한다.
또한 온페이지, 오프페이지, 기술적 SEO와 같은 검색엔진 최적화의 핵심 요소를 체계적으로 다훈다. 초보자부터 전문가까지 모두 활용할 수 있는 가이드를 통해 웹사이트와 콘텐츠의 검색엔진 노출을 극대화할 수 있는 방법을 제공한.

## 사이트 특징
온프몬은 단순한 정보 제공에 그치지 않고, 독자들이 실제로 실행할 수 있도록 단계별 가이드를 제공한다는 점에서 차별화된다. 초보자도 이해하기 쉽게 작성된 실무 중심의 콘텐츠는 개인 창작자와 중소기업 마케터들에게 유용하다. 또한, 구체적인 예시와 사례를 활용해 사용자들이 즉각적으로 적용 가능한 정보를 제공한다